# Сен-Пьер-ле-Франквиль
Сен-Пьер-ле-Франкви́ль (фр. Saint-Pierre-lès-Franqueville) — коммуна во Франции, находится в регионе Пикардия. Департамент коммуны — Эна. Входит в состав кантона Марль. Округ коммуны — Вервен.
Код INSEE коммуны — 02688.

## Население
Население коммуны на 2010 год составляло 64 человека.
| 1962 | 1968 | 1975 | 1982 | 1990 | 1999 | 2010 |
| ---- | ---- | ---- | ---- | ---- | ---- | ---- |
| 89   | 91   | 74   | 71   | 52   | 60   | 64   |

## Экономика
В 2010 году среди 31 человека трудоспособного возраста (15—64 лет) 21 были экономически активными, 10 — неактивными (показатель активности — 67,7 %, в 1999 году было 57,6 %). Из 21 активных жителей работали 19 человек (10 мужчин и 9 женщин), безработных было 2 (1 мужчина и 1 женщина). Среди 10 неактивных 2 человека были учениками или студентами, 4 — пенсионерами, 4 были неактивными по другим причинам.